# Marika Parkkomäki
Marika Nina Susanna Parkkomäki, född 1 november 1969 i Karlskoga, är en finländsk skådespelare. 
Parkkomäki studerade vid Teaterhögskolan 1987–1991 och började därefter vid nygrundade Teater Viirus, där hon gjorde en stor mängd centrala roller, i bland annat Marat, Kung Ubu, Fjodor Dostojevskijs Bröderna Karamasov och Shakespeareuppsättningarna Som ni vill ha det och En midsommarnattsdröm på Kalvholmen. Inlindad i lakrits i Jouko Turkkas provocerande pjäs Att hyra en kändis kunde hon konstatera att skådespeleriet kanske inte alla gånger enbart är en dans på rosor. 
Efter Viirus-perioden har Parkkomäki arbetat som frilans på både svensk- och finskspråkiga teatrar. Hon har haft flera stora roller, inte minst som Rita Viktorin i Svenska Teaterns storsuccé Härlig är jorden, skriven och regisserad av Joakim Groth 1995–1996, och därefter på samma teater som Hagar i Zacharias Topelius Stjärnornas kungabarn, också den regisserad av Groth. Hon har gästat Helsingfors stadsteater i bland annat Puntila och hans dräng Matti, som Puntilas dotter Eva. År 2004 återvände hon till Viirus i Familjen Bladhs barn, dramatiserad efter Christer Kihlmans romaner och fortsatte där i den svarta komedin Barnet med badvattnet 2005.